# Simeyrols
Simeyrols är en kommun i departementet Dordogne i regionen Nouvelle-Aquitaine i sydvästra Frankrike. Kommunen ligger i kantonen Carlux som tillhör arrondissementet Sarlat-la-Canéda. År 2022 hade Simeyrols 256 invånare.

## Befolkningsutveckling
Antalet invånare i kommunen Simeyrols
Referens:INSEE